# زبان ننتسی
زبان ننتسی (انگلیسی: Nenets languages) یک زبان از شاخه زبان‌های اورالی است.
این زبان که در شمال روسیه تکلم میشود در سال ۲۰۱۰ میلادی ۲۱٬۹۲۶ نفر گویشور داشته است.

## نگارخانه
- Tundra Nenets website
- Forest Nenets – English glossary
- The Russian–Nenets Audio Phrasebook
- Comparative Nenets–Nganasan dictionary (with Russian and English equivalents)